# Zeine Ould Zeidane
Zeine Ould Zeidane (in arabo الزين ولد زيدان‎? (Tamchekett, 1966) è un politico mauritano.
È stato Primo ministro della Mauritania dal 20 aprile 2007 al 6 maggio 2008.